# Deutsches Korbmuseum
Il Deutsches Korbmuseum (letteralmente Museo tedesco del cesto) è un museo statale situato nel comune di Michelau in Oberfranken in Baviera.
Il museo è stato fondato nel 1934 a partire da una collezione privata di oggetti intrecciati provenienti non solo dalla Germania, ma anche da altri paesi europei, dall'Africa, dalle Americhe e dall'Oriente. In una struttura di 26 sale sono conservati circa 2000 reperti.